# Edvardijanska farma
 Edvardijanska farma ili Edvardijansko imanje (eng. Edwardian Farm) je povijesna dokumentarna TV serija u dvanaest dijelova, prvi put prikazana na BBC Two od studenog 2010. do siječnja 2011. godine. Nastala je za BBC od strane nezavisne produkcije tvrtke Lion Television i snimana na Morwellham Quay, povijesnom pristaništu u Devonu. Tim su činili povjesničarka Ruth Goodman i arheolozi Alex Langlands i Peter Ginn. Seriju je osmislio i producirao David Upshal u režiji Stuarta Elliotta.
Serija je nastavak prethodne dvije serije Viktorijanska farma i Viktorijanska farmacija koji su među najvećim hitovima BBC Two u 2009. i 2010. s publikom do 3,8 milijuna po epizodi.